# Гарцы (микрорайон Перми)
Микрорайон Гарцы расположен за Запрудом в Мотовилихинском районе. В нём на 2000 год числилось населения — 1758 человек. Площадь микрорайона 0,65 км², количество улиц — 22.
Одна из самых старых улиц Февральская, прежде называлась Поднебесная. Она существовала ещё в 1892 году. А в 1920 году решением 3-го Запрудского подрайона РКП(б) она была переименована. В 1930-е годы уже существовали улицы Донская (бывшая Камская), Кантонской Коммуны (бывшая Гарцовская 1-я и Фрунзе), Красных Зорь (бывшая Уральская), Пятигорская (бывшая Дальневосточная), Севастопольская (бывшая Южная), Чермозская (бывшая Щёрса). В Гарцах 550 частных домов.